# Lucio Filomeno
Lucio Filomeno, född 8 maj 1980, är en argentinsk före detta fotbollsspelare.
Filomeno spelade i klubbar som FC Internazionale, CA San Lorenzo de Almagro, Chiapas, Busan Icons, DC United, Nueva Chicago, Asteras Tripolis och PAOK FC.